# Danski nasip

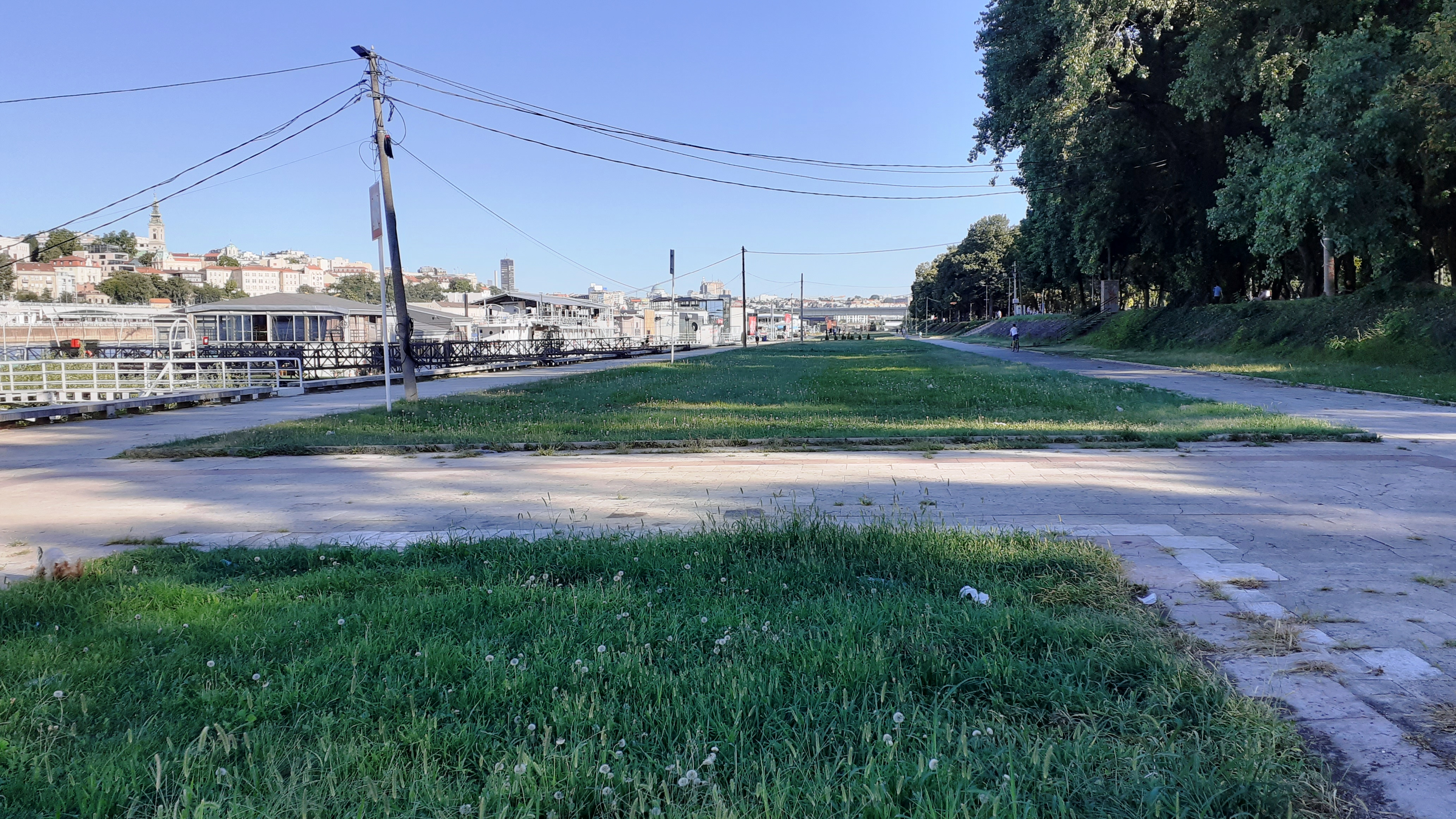
Lokalita v roce 2020.

Danski nasip (srbsky Дански насип), doslova dánský násep je lokalita na břehu řeky Sávy v Novém Bělehradě, v Bělehradě, v srbské metropoli. Nachází se v blízkosti Brankova mostu u starého výstaviště. 
Násep vznikl v souvislosti s přípravou na výstavbu Nového Bělehradu, resp. úpravy sávského břehu ještě před druhou světovou válkou. Plán rozšíření tehdejší jugoslávské metropole na druhý břeh řeky Sávy existoval již v té době, nicméně prvním předpokladem bylo zpevnění břehu a vysušení močálů. V roce 1937 byly s koncorciem dánských firem dojednány potřebné práce a v roce následujícím byla podepsána smlouva o hodnotě 30 milionů tehdejších dinárů. Staveniště slavnostně otevřel tehdejší premiér Milan Stojadinović. Práce zahrnovaly úsek od Brankova mostu až k ústí s Dunajem. Kromě výstaviště na ně měla navržovat nová městská zástavba, projekt připravený architektem Dragišou Brašovanem nicméně nebyl realizován. Násep s promenádou byl dokončen v roce 1940, rok před vypuknutím druhé světové války v Jugoslávii. Je tak považován za první projekt Nového Bělehradu realizovaný před druhou světovou válkou.
Namísto výstaviště se zde za války nacházel koncentrační tábor a Nový Bělehrad byl zrealizován až po válce. Dnes se kromě parku a sídliště za náspem nachází ještě Muzeum současného umění.